# Zespół wrodzonej zaćmy, dysmorfii twarzy i neuropatii
Zespół wrodzonej zaćmy, dysmorfii twarzy i neuropatii (ang. congenital cataracts facial dysmorphism neuropathy syndrome, CCFDN) jest zaburzeniem rozwoju o autosomalnym recesywnym typie dziedziczenia, do tej pory opisywanym wyłącznie u przedstawicieli społeczności Romów. CCFDN jest rzadkim zespołem: w piśmiennictwie przedstawiono około 100 przypadków choroby. Na obraz zespołu składają się:
- wrodzona zaćma;
- microcorneae;
- hipomielinizacja ośrodkowego układu nerwowego;
- opóźnienie wzrostu i rozwoju psychoruchowego;
- łagodna dysmorfia twarzy;
- hipogonadyzm.

Opisywano nasiloną rabdomiolizę związaną z infekcjami. Innymi poważnymi powikłaniami są te występujące podczas znieczulenia ogólnego. Choroba wywołana jest mutacją w genie CTDP1. Rozpoznanie stawiane jest na podstawie badania przedmiotowego, popartego badaniami dodatkowymi: EEG i badaniami obrazującymi ośrodkowy układ nerwowy. W diagnostyce różnicowej należy uwzględnić przede wszystkim zespół Marineski i Sjögrena. Ostateczne rozpoznanie wymaga badania molekularnego na homozygotyczność mutacji w genie CTDP1. Locus tego genu to 18qter: produktem białkowym jest fosfataza białkowa, której jedynym znanym substratem są fosforylowane reszty aminokwasowe domeny C-końcowej największej podjednostki polimerazy II RNA.
Zespół opisano w 1999 roku, podczas przeprowadzania skriningu wrodzonej neuropatii ruchowej i czuciowej typu Loma w grupie Romów.